# Anywhere (Rita Ora)
Anywhere is een nummer van de Britse zangeres Rita Ora uit 2017. Het is de tweede single van haar tweede studioalbum Phoenix.
"Anywhere" is een liefdesliedje dat gaat over escapisme. Het nummer werd een wereldwijde hit. Het haalde de 2e positie in Ora's thuisland het Verenigd Koninkrijk. In de Nederlandse Top 40 haalde het nummer de 7e positie, en in de Vlaamse Ultratop 50 de 17e.